# Universitat de Notre Dame
La Universitat de Notre Dame du Lac, coneguda simplement com a Universitat de Notre Dame, és una universitat privada, catòlica, de la Congregació de Santa Creu, situada a Notre Dame (Indiana, Estats Units d'Amèrica).

## Història
La universitat va ser fundada el 26 de novembre de 1842 amb el nom de Notre Dame du Lac, que en francès significa La nostra Senyora del Llac, ja que els germans de Santa Creu, congregació religiosa d'origen francès, que van fundar la universitat van trobar un llac dins de la finca on se situaria la universitat. Realment existeixen dos llacs, però explica la llegenda que era hivern quan van visitar el lloc per primera vegada, i entre que els llacs estaven gelats, i que tot estava cobert de neu, van pensar que es tractava d'un sol llac.
Segons sembla, els indis de la tribu potawatomi van contribuir en gran manera al desenvolupament de la universitat, en col·laboració amb els germans de Santa Creu. Avui en dia és una de les universitats més prestigioses dels Estats Units.

## Vida estudiantil
La Universitat de Notre Dame és una universitat catòlica en tots els sentits. La devoció a la Santíssima Mare de Déu es fa patent contínuament, i la seva imatge corona la cúpula de l'edifici principal. Totes les residències universitàries inclouen una capella, i totes les aules estan presidides per un crucifix. Més del 80% dels estudiants són catòlics practicants.

## Campus
El Campus ocupa 1,250 acres al nord-est de South Bend. Inclou dos llacs i compta amb 136 edificis.

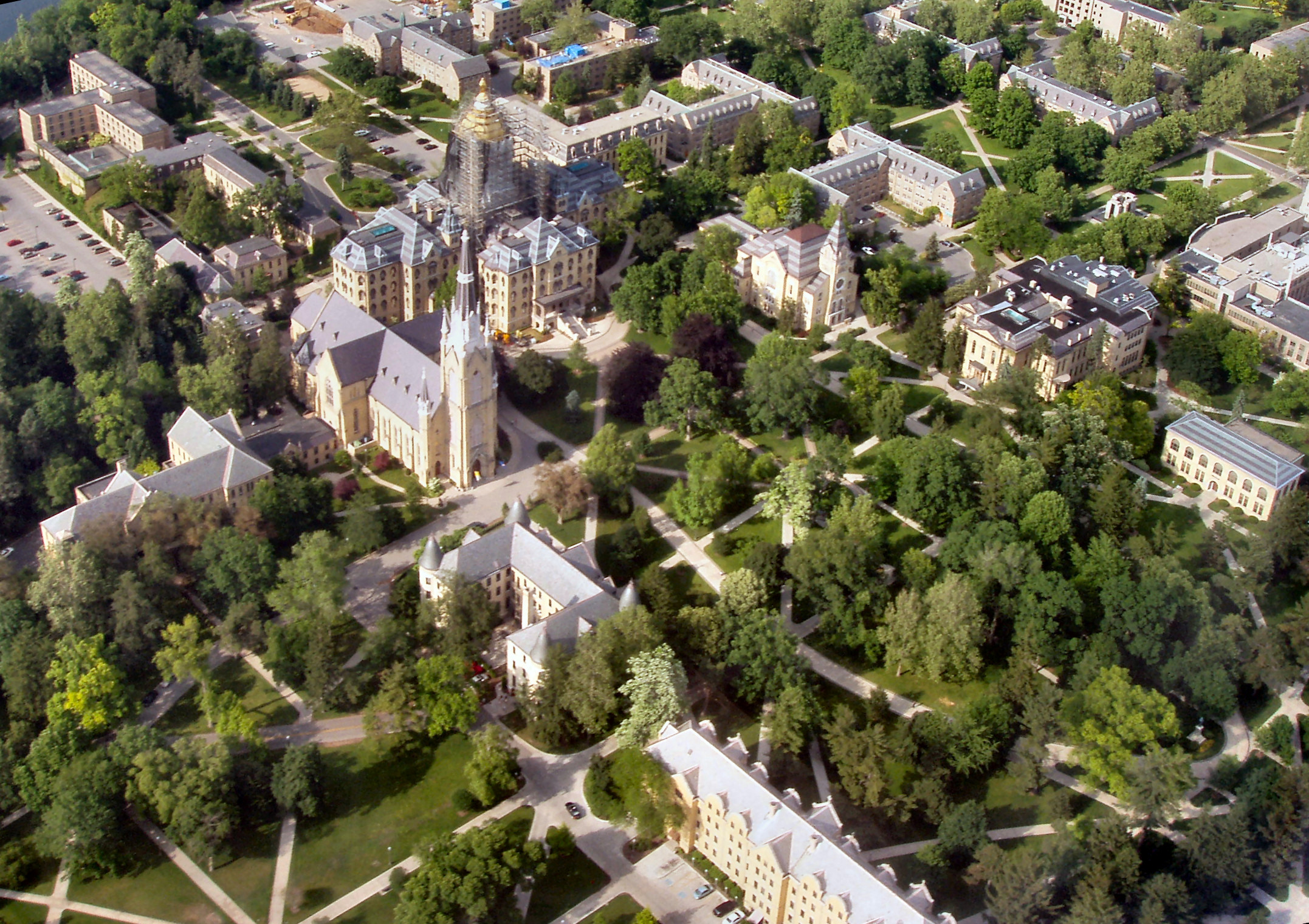
Vista aèria de la part central del campus.

## Esports
ND és una potència de primer nivell en la Divisió I de la NCAA. Compta amb campionats nacionals en Bàsquet femení (2001), Futbol femení (1995, i 2004), Esgrima masculí (1977, 1978, i 1986), Esgrima femení (1987), Esgrima mixt (1994, 2003, i 2005), Golf masculí, Tennis masculí, i Camp a través masculí.
Però l'equip més destacat és el de Futbol americà, amb 13 títols nacionals (1924, 1929, 1930, 1938, 1943, 1946, 1947, 1949, 1953, 1966, 1973, 1977, i 1988) i 16 bowls guanyats. Juga en el Notre Dame Stadium, amb capacitat per 80.795 espectadors, i amb totes les entrades venudes en totes les trobades.

## Polèmiques
Va originar gran controvèrsia la concessió d'un doctorat "honoris causa" al president Barack Obama el 17 de maig de 2009. El rector de Notre Dame, Pare John I. Jenkins, va al·legar que el premi a Obama volia reconèixer la seva històrica elecció i el seu programa de lluita contra la pobresa. No obstant això, nombrosos catòlics van protestar perquè l'honor es concedia a una persona decididament impulsora de la despenalització de l'avortament. Més de 50 bisbes nord-americans i 300.000 ciutadans van manifestar el seu rebuig a la distinció a Obama, i l'ex ambaixadora nortamericana Mary Ann Glendon, intel·lectual de prestigi i professora de Dret a Harvard, va rebutjar rebre la medalla Laetare Medal de la universitat que li anava a ser lliurada en la mateixa cerimònia a la qual estava convidat Obama.